# Johannes Höver

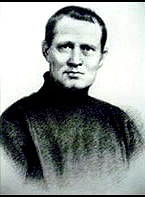
Johannes Höver

Johannes Höver CFP (vollständiger Name: Johann Philipp Martin Höver, ab 1857 Bruder Johannes; * 10. November 1816 in Wahlscheid-Oberstehöhe; † 13. Juli 1864 in Aachen) war Lehrer und Stifter der Ordensgenossenschaft der Armen-Brüder des hl. Franziskus (lat. Congregatio Fratrum Pauperum Francisci seraphici) in Aachen.

## Leben
Johannes Höver wurde in Oberstehöhe als Sohn eines Bauern geboren und ging in Neuhonrath zur Schule. Von 1833 bis 1835 war er Hauslehrer im Gut Zissendorf (Hennef (Sieg)). Im Mai 1835 bestand er die Aufnahmeprüfung für das Lehrerseminar. Zuerst wurde ihm die Vikarie-Schule in Uckendorf übertragen. Nach zweijährigem Besuch des Lehrerseminars in Brühl wurde er im November 1837 Lehrer an der einklassigen Volksschule von Breidt bei Birk und Ende 1843 Lehrer an der Freischule bei der Pfarre St. Peter in Aachen.
1846 verstarb seine Ehefrau Anna Maria Katherina (geb. Zimmermann), Mutter ihrer beiden Kinder. Durch seine Nichte kam Höver in Verbindung mit der Stifterin der Aachener Armen-Schwestern vom heiligen Franziskus, Franziska Schervier. Hierdurch kam die Idee auf, sich um verwahrloste Jugendliche zu kümmern. Am 22. Februar 1855 wurde er Mitglied des Dritten Ordens des hl. Franziskus. Weihnachten 1857 erfolgte durch vier Brüder des Dritten Ordens die Gründung einer Genossenschaft, die Hövers Idee verfolgte. Danach wurde er Bruder Johannes genannt. Zunächst widmeten sich die ersten Brüder der nächtlichen Krankenpflege bei armen Leuten, während sie am Tag für die Schwestern arbeiteten, wofür ihnen die Schwestern den Unterhalt gewährten.
Im Mai 1858 bezogen die Brüder ein neues Heim neben der Klosterkirche am Mutterhaus an der Ecke Kleinmarschierstraße/Elisabethstraße, das den Armen-Schwestern vom hl. Franziskus gehörte. Höver selber siedelte ebenfalls zu den Brüdern über. Um sich ganz dem klösterlichen Leben widmen zu können, trennte er sich von seinen beiden Söhnen (damals 12 und 15 Jahre alt) und ließ sich als Lehrer beurlauben. Die beiden Söhne besuchten das Jesuiteninternat Stella Matutina in Feldkirch, der Sohn Friedrich Höver wurde Jesuit, sein Bruder Politiker.
Anfang 1860 war die Zahl der Brüder auf 12 gewachsen. Der Aachener Regierungspräsident Friedrich von Kühlwetter unterstützte Hövers Pläne zum Aufbau des Ordens. Anfang 1860 erhielt die Genossenschaft aus Spenden ihr erstes eigenes Mutterhaus in der Alexanderstraße, in dem eine Wirtschaft und eine Bierbrauerei betrieben wurden.
Höver nahm im April 1860 seinen Lehrerberuf bei der Freischule von St. Peter wieder auf; die Schülerzahl wurde im August 1861 mit 140 angegeben. Hier konnte sich die Genossenschaft der zugedachten Hauptaufgabe, der Sorge um verwahrloste männliche Jugendliche, zuwenden. Das erste Kind wurde am 31. Mai 1860 aufgenommen, bis zum Herbst 1861 stieg die Zahl auf über 50, so dass das Haus bald überfüllt war. Am 5. Januar 1861 erteilte der Kölner Erzbischof, Kardinal Johannes von Geissel der Satzung der Genossenschaft seine Genehmigung für fünf Jahre. Somit war die Genossenschaft Hövers als »kirchliche Körperschaft« mit dem Status einer Diözesankongregation anerkannt. Die endgültige bischöfliche Anerkennung erfolgte am 1. Juli 1872. Am 8. Februar 1863 übernahm die Genossenschaft als Filiale eine Anstalt für arme und verlassene Knaben in Köln.
Im Frühjahr 1861 machten sich bei Höver die ersten Anzeichen einer schweren Krankheit bemerkbar. Eine bedeutende Verschlimmerung des Zustandes trat im Frühjahr 1862 ein. Im Herbst 1863 reiste er nach Kaiserswerth, ohne dort die erwartete Linderung seines schweren Kopfleidens zu finden. Auf dieser Reise traf ihn ein Schlaganfall. Durch neue Schlaganfälle verschlimmerte sich der Zustand wesentlich. Daher trat er im Oktober 1863 vom Amt des Obern zurück und übergab es an Bruder Bonaventura Schaeben. Höver starb im Juli 1864.

## Gedenken
- Eine Gedenktafel für Johannes Höver befindet sich an der Friedhofsseite der Pfarrkirche in Neuhonrath. Ebenso steht ein Denkmal auf dem benachbarten Kalvarienberg.
- Seit dem 13. Juli 2024 gibt es den Johannes-HöverPfad, vermutlich der Weg, den Johannes Höver, von seinem Geburtshaus in Oberstehöhe, nach Neuhonrath zur Schule ging.
- Johannes Höver zu Ehren benannt wurden bereits 1924 in Heim für schwächliche und kränkliche Waisenknaben in der Franziskus-Gemeinde der Pfarre St. Franziskus in Berlin-Friedrichshagen, das nach seinem Tod erbaute langjährige Mutterhaus in Aachen Johannes-Höver-Haussowie Mitte der 1980er-Jahre ein Seniorenheim in der Düsseldorfer Niederlassung seines Ordens.